# Karl-Heinz Meier-Braun

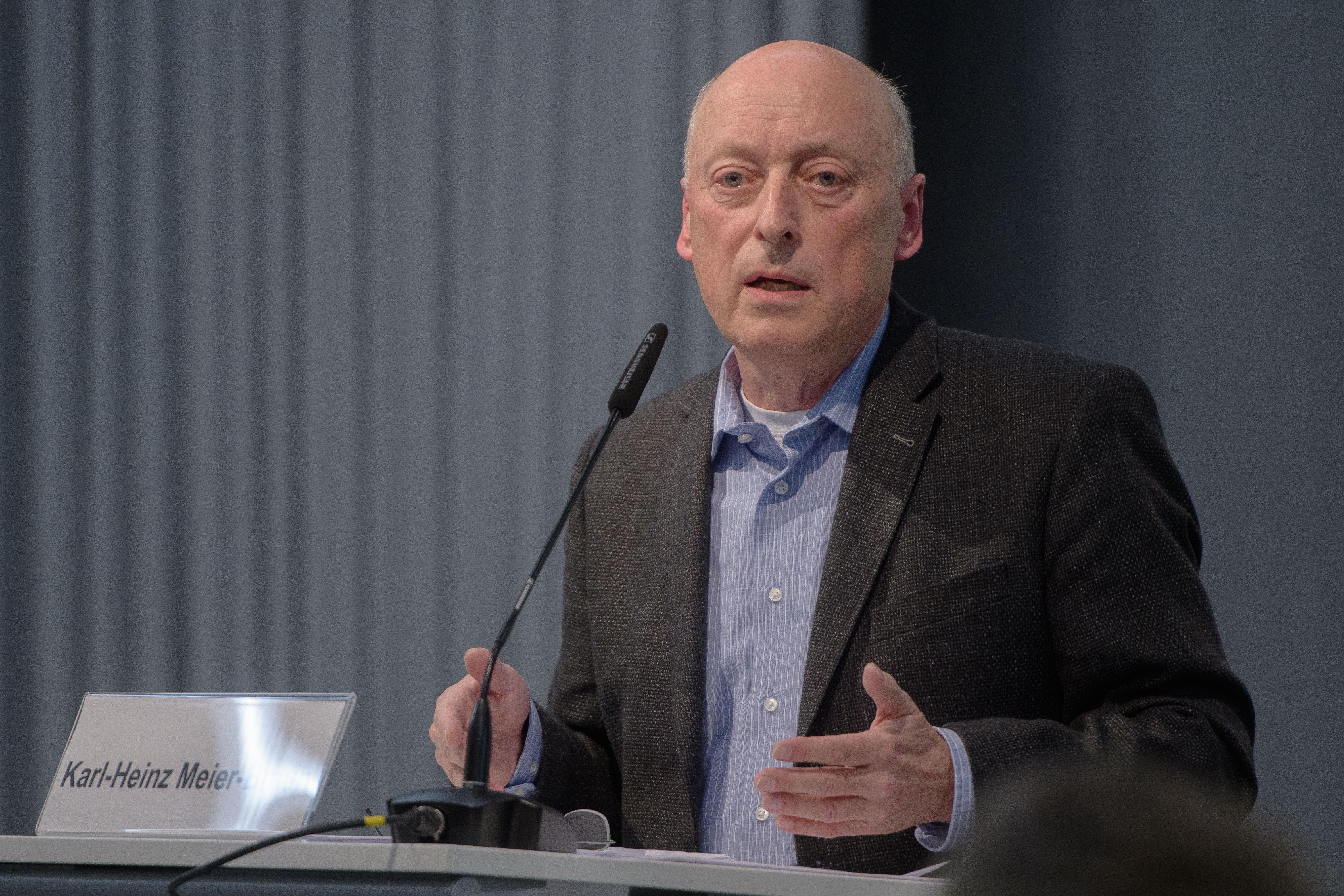
Karl-Heinz Meier-Braun, 2018

Karl-Heinz Meier-Braun (* 25. September 1950 in Leer) ist ein deutscher Journalist und Autor. Er war langjährig Integrationsbeauftragter des Südwestrundfunks Stuttgart (SWR), Leiter der Redaktion SWR International und Migrationsexperte.

## Leben
Karl-Heinz Meier-Braun studierte Politikwissenschaft und Anglistik an der Universität Tübingen. 1979 promovierte er über Freiwillige Rotation – Ausländerpolitik am Beispiel der baden-württembergischen Landesregierung. Seit 1992 ist er Honorarprofessor am Institut für Politikwissenschaft der Universität Tübingen.
Karl-Heinz Meier-Braun war bis 2015 langjähriger Integrationsbeauftragter des SWR, der erste Ausländerbeauftragte – wie es damals hieß – einer ARD-Rundfunkanstalt. In Büchern, Rundfunksendungen und Publikationen stellt er die These auf, dass die Akzeptanz der Zuwanderung sozial und ökonomisch sinnvoll sei und mehr für die in Deutschland lebenden Migranten getan werden muss, damit Integration funktionieren kann.
Meier-Braun kam 1976 zum damaligen Süddeutschen Rundfunk, arbeitete in der Landesredaktion, bei Radio Stuttgart, in der Landespolitik und leitete die Redaktion „Regionalnachrichten“. In zahlreichen Sendungen berichtete er über „Ausländerthemen“ und die Türkei. 
Seit 1984 ist Meier-Braun Lehrbeauftragter an der Universität Tübingen, seit 1992 ist er dort zudem Honorarprofessor.

## Beiräte und Wissenschaftliche Vereinigungen
- Landesvorsitzender der Deutschen Gesellschaft für die Vereinten Nationen Baden-Württemberg (DGVN) e. V.
- Mitglied des Bundesvorstands der Deutschen Gesellschaft für die Vereinten Nationen (DGVN) e. V.
- Mitglied des Landesbeirates für Migration und Integration der Landesregierung Rheinland-Pfalz.
- Redaktionsbeirat der Zeitschrift Kulturaustausch des Instituts für Auslandsbeziehungen Stuttgart
- Mitglied im Rat für Migration (RfM).[1]
- Mitglied des Kuratoriums beim Forum der Kulturen Stuttgart e. V.
- Gründung des „Wissenschaftsforums Migration und Integration Baden-Württemberg“ 2002 mit dem Integrationsbeauftragten der Landesregierung von Baden-Württemberg
- Mitglied der Arbeitsgruppe 3 „Wirtschaft und Medien als Brücke“ der Deutschen Islam Konferenz (DIK)

## Publikationen (Auswahl)
- Karl-Heinz Meier-Braun: Einwanderungsland Deutschland, 2. Auflage, Frankfurt 2003
- Karl-Heinz Meier-Braun: DGVN-Basisinformationen Migration, Berlin 2004
- Karl-Heinz Meier-Braun, Reinhold Weber (Hrsg.): Kulturelle Vielfalt. Baden-Württemberg als Einwanderungsland, 2. Auflage, Stuttgart 2005.
- Siegfried Frech, Karl-Heinz Meier-Braun (Hrsg.): Die offene Gesellschaft – Zuwanderung und Integration, Schwalbach/Ts. 2007.
- Karl-Heinz Meier-Braun, Reinhold Weber: Kleine Geschichte der Ein und Auswanderung in Baden-Württemberg. 1. Auflage, DRW-Verlag, Leinfelden-Echterdingen 2009.
- Karl-Heinz Meier-Braun, Reinhold Weber (Hrsg.): Deutschland Einwanderungsland. Begriffe – Fakten – Kontroversen. Stuttgart Kohlhammer 2013.
- Karl-Heinz Meier-Braun (Hrsg.): Die 101 wichtigsten Fragen – Einwanderung und Asyl. C.H.Beck, München 2015, ISBN 978-3-406-68355-8.
- Karl-Heinz Meier-Braun: Schwarzbuch Migration. Die dunkle Seite unserer Flüchtlingspolitik. C.H.Beck, München 2018, ISBN 978-3-406-72110-6
- Karl-Hein Meier-Braun, Reinhold Weber: Ein Koffer voller Hoffnung. Das Einwanderungsland Baden-Württemberg. Tübingen 2019, ISBN 978-3-8425-2201-5
- Karl-Heinz Meier-Braun: Menschenrechte für Bootsflüchtlinge durchsetzen! Der Migrationspakt der Vereinten Nationen weckt Hoffnungsschimmer. In: Todesursache: Flucht. Eine unvollständige Liste, herausgegeben von Kristina Milz und Anja Tuckermann. Berlin 2019, 2. erweiterte Auflage 2019, Seite S. 109ff.

## Auszeichnungen
- 1984: World Understanding Award, Rotary Club, Istanbul
- 1990: Caritas-Journalisten-Preis für SDR International
- 1995: Preis der Schaderstiftung Darmstadt für Gesellschaftswissenschaften mit Praxisbezug. „Meier-Braun hat sich nach Meinung der Stiftung durch seine kontinuierliche Arbeit dem schwierigen Themenbereich der Zuwanderung in der Medienlandschaft zu einer festen Größe verholfen“ und sich „um die Umsetzung gesellschaftswissenschaftlicher Erkenntnisse in die Praxis besonders verdient gemacht“ (Festschrift: Schaderstiftung Darmstadt 1995).
- 2021: Verdienstorden des Landes Baden-Württemberg[2]